# Nitaboh: Tsugaru Shamisen Shiso Gaibun
Nitaboh: Tsugaru Shamisen Shiso Gaibun (NITABOH 仁太坊-津軽三味線始祖外聞) – japoński film anime z 2004 roku w reżyserii i ze scenariuszem Akio Nishizawy, będący luźną ekranizacją książki biograficznej autorstwa Kazuo Daijo. Produkcja filmu była współfinansowana przez Ministerstwo Edukacji i Nauki Japonii.

## Fabuła
Film opowiada o dzieciństwie i młodości Nitarô Akimoto (1857–1928), znanego powszechnie jako Nitaboh, który był jednym z najważniejszych w historii japońskiej muzyki wykonawców grających na shamisenie i uważany jest za twórcę jednego z najistotniejszych stylów gry na tym instrumencie, określanego jako Tsugaru-jamisen. Punktem wyjścia dla fabuły jest utrata wzroku przez ośmioletniego Nitaboh, spowodowana ciężką i nagłą chorobą podczas epidemii. Film opowiada o jego trudnym dzieciństwie oraz pokazuje jego drogę artystyczną od pierwszej lekcji gry na shamisenie, jaką pobrał, aż do momentu uznania go za czołowego wykonawcę w jego rodzinnym regionie Tsugaru na północnym krańcu wyspy Honsiu.

## Obsada (oryginalny dubbing japoński)
- Satoshi Hino jako Nitaboh
- Takateru Murata jako mały Nitaboh
- Sayaka Hanamura jako Yuki
- Yumi Furukawa jako mała Yuki
- Akio Ōtsuka jako ojciec Nitaboh
- Taya Jun jako Tomekichi
- Tomohiko Imai jako Kikunosuke
- Rokurô Naya jako kapłan Osyo
- Masako Katsuki jako Tamana
- Yoshie Yamamoto jako Omatsu